# Cratoplastis diluta
Cratoplastis diluta är en fjärilsart som beskrevs av Felder 1874. Cratoplastis diluta ingår i släktet Cratoplastis och familjen björnspinnare. Inga underarter finns listade i Catalogue of Life.